# Power (песня Little Mix)
«Power» (рус. Мощность) — совместный сингл британской женской группы Little Mix с их четвертого студийного альбома Glory Days (2016). Официальный ремикс на песню был издан как четвертый сингл 26 мая 2017 года с дополнительным вокалом от британского исполнителя Grime Stormzy. Песня посвящена теме расширении прав и возможностей женщин и о том, как женщины могут быть такими же сильными, как и мужчины. Песня достигла шестого места в британском чарте синглов, став одиннадцатым топ-10 синглом группы в Великобритании и третьим с Glory Days. Ремикс песни включен в переиздание их четвертого студийного альбома, Glory Days, Glory Days: The Platinum Edition (2017). «Power» была представлена в качестве одной из тем мероприятия Royal Rumble 2018 WWE. Журнал Outlet отметил стремительный звук синтезатора и инструментальный фон в стиле хаус, а также роботизированный голос песни.
Песня признана «Лучшей песни» на церемонии премии Global Awards 2018 года.

## Музыкальное видео
Музыкальное видео было выпущено 9 июня 2017 года и снято режиссёром Hannah Lux Davis. Съёмки проходили в Лос-Анджелесе в апреле 2017 года, и в нем участвовали Джейд Фёруолл, танцующая с известными пародийными артистами Кортни Акт, Аляской Тандерфак и Уиллам. Сцены с участием Штормзи показывают его в парикмахерской. В конце видео вместе с ними появляются матери участников Little Mix. По состоянию на декабрь 2018 года видеоклип на YouTube получил более 200 миллионов просмотров.

## Чарты

### Еженедельные графики
| Чарт (2017)                                | Высшая позиция |
| ------------------------------------------ | -------------- |
| Бельгия/Фландрия (Ultratip Bubbling Under) | 20             |
| Франция (SNEP)                             | 182            |
| Ирландия (IRMA)                            | 17             |
| Латвия (Latvijas Top 40)                   | 31             |
| Новая Зеландия (RMNZ)                      | 7              |
| Филиппины (Philippine Hot 100)             | 26             |
| Румыния (Airplay 100)                      | 100            |
| Шотландия (OCC Scotland)                   | 2              |
| Великобритания (OCC UK Singles)            | 6              |

### Графики на конец года
| Чарт (2017)                              | Позиция |
| ---------------------------------------- | ------- |
| Великобритания (Official Charts Company) | 33      |

## Производительность диаграммы
Power был выпущен 26 мая 2017 года, где достиг шестого места в британском чарте знакомств. Сингл достиг № 2 в Шотландии и № 7 в Новой Зеландии. Сингл также занял 17 место в Ирландии и 20 место в Бельгии и достиг 40 лучших в Латвии и на Филиппинах.

## История релизов
| Регион   | Даты         | Формат                          | Лейблы | Прим.  |
| -------- | ------------ | ------------------------------- | ------ | ------ |
| Весь мир | 26 мая, 2017 | цифровая дистрибуция, streaming | Syco   | [ 23 ] |